# مریم بوبانی
مریم بوبانی (زادهٔ ۲۶ اردیبهشت ۱۳۳۲) هنرپیشه سینما، تئاتر و تلویزیون ایرانی است. او برای بازی در فیلم «خواهران جدا افتاده» محصول مشترک آلمان و یونان، برنده جایزه بهترین بازیگر زن از جشنواره بین‌المللی فیلم دهوک شد.
او همچنین برای بازی در محیا و فرش باد به ترتیب نامزد دریافت سیمرغ بلورین بهترین نقش مکمل زن و تندیس زرین بهترین بازیگر زن از جشنواره فیلم فجر و جشن سینمای ایران شده است. در سی و سومین جشنواره بین‌المللی فیلم کوتاه تهران به پاس حضور پررنگ مریم بوبانی در فیلم‌های کوتاه و اعتماد او به نسل جوان سینمای ایران، بزرگداشت و مرور آثار وی برگزار و از او تقدیر شد.

## زندگی
بوبانی در سنندج به دنیا آمد. دو سال با شرکت در کلاس‌های آزاد، بازیگری آموخت و در ۱۳۷۶ با بازی در مهر مادری (به کارگردانی کمال تبریزی) در نقشی فرعی بازی در سینما را آغاز کرد.
همسر او سیروس احمدی‌فر، از ترانه‌سرایان قدیمی اهواز است که ترانه‌های او را خوانندگانی همچون مسعود بختیاری در رادیو اهواز دههٔ پنجاه اجرا نموده‌اند. سیروس احمدی‌فر همچنین بایگانیگر (آرشیودار) موسیقی قدیمی ایرانی است.
مریم بوبانی مادر یاور احمدی‌فر، نوازندهٔ دف و نیز آیین احمدی‌فر تنظیم‌کنندهٔ گروه چارتار است.
وی در کلاس‌های بازیگری امین تارخ دوره گذرانده و اکنون مشغول حرفهٔ بازیگری است.

## کارنامهٔ هنری

### سینمایی
- شاهد (۱۴۰۳)[۷]
- برای مرجان (۱۳۹۹)
- هرماس (۱۳۹۹)
- سه کام حبس (۱۳۹۸)
- مجبوریم (۱۳۹۸)
- مهمانخانهٔ ماه نو (۱۳۹۷)
- حورا (۱۳۹۶)
- سال دوم دانشکدهٔ من (۱۳۹۶)
- زیر سقف دودی (۱۳۹۵)
- راه‌رفتن روی سیم (۱۳۹۵)
- جامه‌دران (۱۳۹۳ فقط صدا)
- ارغوان (۱۳۹۳)
- دلم میخواد (۱۳۹۲)
- بی خداحافظی (۱۳۹۰)
- مرگ کسب‌وکار من است (۱۳۸۹)
- آینه‌های روبرو (۱۳۸۸)
- ندارها (۱۳۸۸)
- زمزمه با باد (۱۳۸۸)
- شبانه‌روز (۱۳۸۷)
- پای پیاده (۱۳۸۷)
- خاک آشنا (۱۳۸۶)
- محیا (۱۳۸۶)
- همخانه (۱۳۸۶)
- باز هم سیب داری؟ (۱۳۸۵)
- سه زن (۱۳۸۵)
- به‌آهستگی (۱۳۸۴)
- جایی برای زندگی (۱۳۸۳)
- ماجراهای اینترنتی (۱۳۸۳)
- یک تکه نان (۱۳۸۳)
- اینجا چراغی روشن است (۱۳۸۱)
- فرش باد (۱۳۸۱)
- صنوبر (۱۳۸۰)
- نیمهٔ پنهان (۱۳۷۹)
- زندان زنان (۱۳۷۹)
- زیر پوست شهر (۱۳۷۹)
- سگ‌کشی (۱۳۷۸)
- بودن یا نبودن (۱۳۷۷)
- عشق + ۲ (۱۳۷۷)
- مهر مادری (۱۳۷۶)

### تلویزیونی
| سال       | مجموعه                    | کارگردان                                         | شبکه     |
| --------- | ------------------------- | ------------------------------------------------ | -------- |
| ۱۴۰۰      | کلبه‌ای در مه              | حسن لفافیان                                      | شبکه سه  |
| ۱۳۹۸      | ترور خاموش                | احمد معظمی                                       | شبکه یک  |
| ۱۳۹۸      | دل‌دار                     | جمشید محمودی و نوید محمودی                       | شبکه دو  |
| ۱۳۹۷      | رهایم نکن                 | محمّدمهدی عسگرپور                                 | شبکه سه  |
| ۱۳۹۶      | هاتف                      | داریوش یاری                                      | شبکه یک  |
| ۱۳۹۶      | زیر پای مادر              | بهرنگ توفیقی                                     | شبکه یک  |
| ۱۳۹۵      | چرخ فلک                   | عزیزالله حمیدنژاد، بهرام عظیم‌پور و احسان عبدی‌پور | شبکه اول |
| ۱۳۹۴      | نفس گرم                   | محمّدمهدی عسگرپور                                 | شبکه اول |
| ۱۳۹۳      | مدینه                     | سیروس مقدم                                       | شبکه یک  |
| ۱۳۹۲      | بی‌قرار                    | فلورا سام                                        | شبکه دو  |
| ۱۳۹۲      | یادآوری                   | حجّت قاسم‌زاده اصل                                 | آی‌فیلم   |
| ۱۳۹۲      | دولت مخفی                 | عبدالحسن برزیده و راما قویدل                     | شبکه دو  |
| ۱۳۹۱      | حیرانی                    | کیوان علیمحمدی، امید بنکدار                      | شبکه یک  |
| ۱۳۹۱      | کلاه پهلوی                | ضیاءالدین دری                                    | شبکه یک  |
| ۱۳۹۰      | شیدایی (مجموعه تلویزیونی) | محمدمهدی عسکرپور                                 | شبکه سه  |
| ۱۳۹۰      | تا ثریا                   | سیروس مقدم                                       | شبکه یک  |
| ۱۳۸۹      | مختارنامه                 | داود میرباقری                                    | شبکه یک  |
| ۱۳۸۹      | قصه‌ها و واقعیت‌ها          |                                                  |          |
| ۱۳۸۹      | زیر هشت                   | سیروس مقدم                                       | شبکهٔ یک  |
| ۱۳۸۸      | تا رهایی                  | حسین تبریزی                                      | شبکه یک  |
| ۱۳۸۸      | ستایش                     | سعید سلطانی                                      | شبکه سه  |
| ۱۳۸۸–۱۳۸۷ | بچه‌های بهشت               | خسرو معصومی                                      | شبکهٔ دو  |
| ۱۳۸۷      | گل‌های گرمسیری             | محمدمهدی عسکرپور                                 | شبکه یک  |
| ۱۳۸۵      | روز رفتن                  | جواد افشار                                       | شبکه پنج |
| ۱۳۸۳–۱۳۸۴ | نسیم وصل                  | محسن شهابی                                       | شبکه یک  |
| ۱۳۸۳      | عشق گمشده                 | حسین سهیلی‌زاده                                   | شبکه سه  |
| ۱۳۸۶–۱۳۸۱ | روزگار قریب               | کیانوش عیاری                                     | شبکه سه  |
| ۱۳۷۷–۱۳۷۸ | آژانس دوستی               | احمد رمضان‌زاده و …                               | شبکه یک  |
| ۱۳۷۸–۱۳۷۷ | بگذار آفتاب برآید         | حسین مختاری                                      | شبکه سه  |
| ۱۳۷۷      | پزشکان                    | مسعود کرامتی                                     | شبکه سه  |
| ۱۳۷۷      | گوهر کمال                 | عباس رنجبر                                       | شبکه یک  |

### تئاتر
- تارتوف، رؤیا نونهالی (۱۳۹۴)
- مجلس شبیه در ذکر مصایب استاد نوید ماکان و همسرش مهندس رخشید فرزین، بهرام بیضایی (۱۳۸۴)
- طعم آلوی جنگلی، نوشین تبریزی (۱۳۹۲)
- خنکای ختم خاطره، حمیدرضا آذرنگ (۱۳۸۸)
- شب‌به‌خیر مادر (۱۳۸۹)

## جوایز و نامزدی‌ها
| سال  | جشنواره                            | بخش                                                     | فیلم               | نتیجه    | منبع  |
| ---- | ---------------------------------- | ------------------------------------------------------- | ------------------ | -------- | ----- |
| ۱۴۰۰ | جشنواره بین‌المللی فیلم دهوک        | بهترین بازیگر زن                                        | خواهران جدا افتاده | برنده    | [ ۱ ] |
| ۱۳۸۶ | بیست و ششمین دوره جشنواره فیلم فجر | سیمرغ بلورین بهترین بازیگر نقش مکمل زن جشنواره فیلم فجر | محیا               | نامزدشده | [ ۲ ] |
| ۱۳۸۲ | جشن سینمای ایران                   | بهترین بازیگر نقش مکمل زن                               | فرش باد            | نامزدشده | [ ۳ ] |

## فعالیت اجتماعی
در ۲۳ خرداد ۱۳۹۵، مریم بوبانی به عنوان «سفیر مؤسسه نیکوکاری نینوا» انتخاب شد تا به عنوان سفیر در این مجموعه فعالیت کند.
در جریان خیزش ۱۴۰۱ ایران، مریم بوبانی در واکنش به کشته شدن مهسا امینی و حمایت از اعتراضات، کشف حجاب کرد و در صفحه اینستاگرام خود نوشت: «چهل و چند سال رنج، رنگی به موهای من نگذاشته، اما همین سپیدی را از اجبار روسری می‌رهانم به احترام وبرای همراهی باهمه #زنان و#دخترانِ #وطنم» در تاریخ ۲۴ مهر ۱۴۰۱ خبر از ممنوع الخروجی خود داد و نوشت: «من در سخت‌ترین روزهای جنگ در خوزستان زیر توپ و خمپاره و موشک ماندم و وطنم را ترک نکردم، من از این وطن رفتنی نیستم»